# Maestro (TV-program)
Maestro är ett musikaliskt realityprogram i Sveriges Television där kändisar som aldrig prövat på att leda en orkester förut får tävla om att göra det.

## Om programserien
Sex kända deltagare, utan tidigare erfarenhet av dirigentyrket, ska på kort tid lära sig att dirigera en symfoniorkester. Deltagarna får en personlig snabbutbildning vid Kungliga Musikhögskolan i Stockholm under ledning av Cecilia Rydinger Alin som är professor i orkesterdirigering. Med jämna mellanrum får deltagarna visa upp sina färdigheter för varandra och en jury som efter varje deltagares framförande betygsätter och kommenterar. Efter allas framträdanden är det juryn som bestämmer vem som varit bäst respektive sämst vilket sker genom en poängutdelning. Varje person får av tre jurymedlemmar mellan en och tio poäng per jurymedlem. De två deltagare som fått minst totalpoäng får efter juryns dom duellera mot varandra. Det är då den aktuella ledda orkesterensemblen som får rösta fram vem man vill se mer av medan den andra deltagaren åker ut. Till slut återstår endast ett fåtal deltagare, då vinnaren koras i en finalomgång. Vinnaren får sedan leda en orkester vid ett större sammanhang en tid senare.

### Säsongsinformation
| Säsong | Sändningsdatum                | Vinnare       | Tvåa           | Trea          | Programledare |
| ------ | ----------------------------- | ------------- | -------------- | ------------- | ------------- |
| 1 2011 | 22 augusti- 19 september 2011 | Marit Bergman | Ola Rapace     | Petra Mede    | Kristian Luuk |
| 2 2013 | 15 januari- 12 februari 2013  | Cecilia Frode | Anneli Alhanko | Pia Johansson | Petra Mede    |

## Första säsongen
Den första säsongen sändes i augusti och september 2011. De sex kända svenskarna som deltog var Petra Mede, Claes Elfsberg, Viveca Lärn, Ola Rapace, Marit Bergman och Jörgen Kruth. Juryn som röstade bestod av Cecilia Rydinger Alin och Gustaf Sjökvist (som fasta jurymedlemmar) samt en gästledamot i varje program.

### Poäng och placeringar
Nedan redovsisas de totalpoäng som deltagarna fick av juryn. Varje jurymedlem kunde ge mellan ett och tio poäng till varje deltagare, där ett var sämst och tio bäst. Maxpoäng för en deltagare kunde därmed bli trettio poäng. I det första avsnittet fick deltagarna poäng, dock åkte ingen ut. Istället räknades totalpoängen mellan program ett och två ihop, där man då gjorde den första utröstningen. 

#### Avsnitt 1:5
Temat i detta program var "Grunderna". De sex kända svenskarna fick denna vecka lära sig grunderna i att dirigera en orkester och fick därefter prova på detta. Efter juryns röstning åkte ingen ut.
| Nr | Deltagare | Total- poäng |
| -- | --------- | ------------ |
| 1  | Ola       | 15           |
| 1  | Petra     | 15           |
| 1  | Jörgen    | 15           |
| 4  | Marit     | 14           |
| 5  | Viveca    | 12           |
| 6  | Claes     | 10           |

#### Avsnitt 2:5
Temat för detta avsnitt var "Kroppen". Denna vecka skulle deltagarna dirigera en kör. Totalpoängen för de två första avsnitten lades nu samman och därefter fick veckans kör avgöra vem som skulle åka ut.
| Nr | Deltagare | Poäng pgm1 | Poäng pgm2 | Total- poäng |
| -- | --------- | ---------- | ---------- | ------------ |
| 1  | Ola       | 15         | 23         | 38           |
| 2  | Petra     | 15         | 22         | 37           |
| 4  | Marit     | 14         | 19         | 33           |
| 3  | Jörgen    | 15         | 15         | 30           |
| 5  | Claes     | 10         | 17         | 27           |
| 6  | Viveca    | 12         | 13         | 25           |

##### Utröstningen
Listar de två deltagare som erhöll minst antal poäng och som Radiokören fick avgöra vem som skulle få stanna kvar.

Den av dessa två som är markerad med mörkgrå färg är den som efter detta moment tvingats lämna tävlingen (den till vänster).
| Lägst antal poäng |                |
| Viveca Lärn       | Claes Elfsberg |

#### Avsnitt 3:5
Temat för detta avsnitt var "Ledarskap". Efter att de sex kända svenskarna minskats ned till fem stycken skulle de både få dirigera en orkester och en kör. De två deltagarna som fått minst totalpoäng fick sedan orkestern och kören avgöra vem som skulle få stanna kvar.
| Nr | Deltagare | Total- poäng |
| -- | --------- | ------------ |
| 1  | Marit     | 22           |
| 1  | Ola       | 22           |
| 3  | Claes     | 21           |
| 4  | Petra     | 18           |
| 5  | Jörgen    | 12           |

##### Utröstningen
Listar de två deltagare som erhöll minst antal poäng och som Radiokören och dess orkester fick avgöra vem som skulle få stanna kvar.

Den av dessa två som är markerad med mörkgrå färg är den som efter detta moment tvingats lämna tävlingen (den till vänster).
| Lägst antal poäng |            |
| Jörgen Kruth      | Petra Mede |

#### Avsnitt 4:5
Temat för detta avsnitt var "Tempo och takt". Utmaningen denna gång var att hålla tempot och takten under orkesterns framträdande. 
| Nr | Deltagare | Total- poäng |
| -- | --------- | ------------ |
| 1  | Petra     | 27           |
| 2  | Marit     | 25           |
| 3  | Ola       | 22           |
| 4  | Claes     | 19           |

##### Utröstningen
Listar de två deltagare som erhöll minst antal poäng och som programmets orkester fick avgöra vem som skulle få stanna kvar.

Den av dessa två som är markerad med mörkgrå färg är den som efter detta moment tvingats lämna tävlingen (den till vänster).
| Lägst antal poäng |            |
| Claes Elfsberg    | Ola Rapace |

#### Avsnitt 5:5
Det sista temat var "Mental träning". Finalen var indelad i två delar, där de tre finalisterna först fick framträda med ett nummer, varpå juryn röstade. De två som fått minst totalpoäng fick sedan avgöras av orkestern som fick rösta fram finalist nummer två. Därefter fick orkestern finalrösta efter finalisternas sista nummer och därmed avgöra finalen. 
| Nr | Deltagare | Total- poäng |
| -- | --------- | ------------ |
| 1  | Marit     | 28           |
| 2  | Ola       | 25           |
| 3  | Petra     | 24           |

##### Utröstningen
Listar de två deltagare som erhöll minst antal poäng och som programmets orkester fick avgöra vem som skulle få stanna kvar.

Den av dessa två som är markerad med mörkgrå färg är den som efter detta moment tvingats lämna tävlingen (den till vänster).
| Lägst antal poäng |            |
| Petra Mede        | Ola Rapace |

##### Finalavgörandet
Här nedan listas den deltagare som erhöll flest antal röster av programmets orkester och därmed blev Sveriges Maestro 2011.
| Vinnaren      |
| Marit Bergman |

## Andra säsongen
Den andra säsongen sändes i januari och februari 2013. De sex kända svenskarna som deltog var Anneli Alhanko, Cecilia Frode, Kodjo Akolor, Lars Ohly, Pia Johansson och Rami Shaaban. Juryn bestod av Cecilia Rydinger Alin, Tobias Ringborg och Staffan Scheja. Från början meddelades det att Petra Mede skulle vara en av deltagarna, men hon ersatte istället Kristian Luuk som programledare. På förhand meddelade Sveriges Television att man inte ville ha med några musiker, eftersom de kunde få ett försprång musikaliskt. Programmets fem avsnitt spelades in under senvåren och den tidiga sommaren 2012. Vinsten var att få dirigera en orkester på riktigt under en föreställning i Berwaldhallen i Stockholm, vilket även vinsten var i den föregående säsongen. Vinsten var även att få sitt namn skrivet på Berwaldhallens "Wall of Fame", där bl.a. Esa-Pekka Salonen finns med.
Till skillnad mot den första säsongen behölls alla deltagarna i fyra veckor innan första eliminering skedde. Dock skedde poängsättning efter varje program, där den som fick högst totalpoäng av de tre jurymedlemmarna fick välja sitt musikstycke veckan därpå. Övriga deltagare tilldelas sedan ett av de stycken som finns kvar.

### Poäng och placeringar
Nedan redovsisas de totalpoäng som deltagarna får av juryn. Varje jurymedlem kan ge mellan ett och tio poäng till varje deltagare, där ett är sämst och tio bäst. Maxpoäng för en deltagare kan därmed bli trettio poäng.  

#### Avsnitt 1:5
Temat i detta program var "Grunderna". De sex kända svenskarna fick denna vecka lära sig grunderna i att dirigera en orkester och fick därefter prova på detta. 
| Nr | Deltagare | Poäng |
| -- | --------- | ----- |
| 1  | Annelie   | 15    |
| 2  | Cecilia   | 14    |
| 3  | Pia       | 13    |
| 4  | Lars      | 10    |
| 5  | Rami      | 8     |
| 5  | Kodjo     | 8     |

#### Avsnitt 2:5
Temat i detta program var "Kroppsspråk". I avsnittet skulle deltagarna dirigera en kör samt lära sig kroppspråket inom dirigentyrket. 
Efter att deltagarna framfört sina stycken röstade juryn och en person gick segrande ur den poängtävlingen.
| Nr | Deltagare | Poäng |
| -- | --------- | ----- |
| 1  | Cecilia   | 19    |
| 2  | Annelie   | 16    |
| 3  | Kodjo     | 14    |
| 4  | Pia       | 13    |
| 5  | Rami      | 12    |
| 6  | Lars      | 10    |

Sedan sammanställdes poängen från bägge programmen och gav därmed en topplista:
1. Cecilia Frode, 33p
2. Annelie Alhanko, 31p
3. Pia Johansson, 26p
4. Kodjo Akolor, 22p
5. Lars Ohly & Rami Shabaan, 20p

#### Avsnitt 3:5
Temat i detta program var "Ledarskap". I avsnittet skulle deltagarna lära sig att leda sin orkester, då detta innefattar en av rollerna i en dirigents arbete.
Efter att deltagarna framfört sina stycken röstade juryn och en person gick segrande ur den poängtävlingen.
| Nr | Deltagare | Poäng |
| -- | --------- | ----- |
| 1  | Rami      | 24    |
| 2  | Pia       | 23    |
| 3  | Cecilia   | 19    |
| 4  | Anneli    | 18    |
| 5  | Lars      | 16    |
| 6  | Kodjo     | 8     |

Sedan sammanställdes poängen från de tre programmen och gav därmed en topplista:
1. Cecilia Frode, 52p
2. Pia Johansson & Anneli Alhanko, 49p
3. Rami Shaaban, 44p
4. Lars Ohly, 36p
5. Kodjo Akolor, 30p

#### Avsnitt 4:5
Temat i detta program var "Simultanförmåga". I avsnittet skulle deltagarna få dirigera både Sveriges Radios symfoniorkester och Radiokören samtidigt.
Efter att deltagarna framfört sina stycken röstade juryn och en person gick segrande ur den poängtävlingen.
| Nr | Deltagare | Poäng |
| -- | --------- | ----- |
| 1  | Anneli    | 27    |
| 2  | Cecilia   | 24    |
| 3  | Lars      | 20    |
| 4  | Pia       | 19    |
| 5  | Rami      | 14    |
| 6  | Kodjo     | 13    |

Sedan sammanställdes poängen från de fyra programmen och gav därmed en totallista. Juryns etta och tvåa gick sedan direkt till semifinalen i det följande avsnittet, medan de övriga fick kvala sig vidare genom en plats hos orkestern och kören.
1. Anneli Alhanko, 76p
2. Cecilia Frode, 76p
3. Pia Johansson, 68p
4. Rami Shaaban, 58p
5. Lars Ohly, 56p
6. Kodjo Akolor, 46p

##### Utröstningen
Listar de fyra deltagare som erhöll minst antal totalpoäng och som orkestern och kören i programmet fick avgöra vem som skulle få stanna kvar.

De tre av dessa som är markerad med mörkgrå färg är den som efter detta moment tvingats lämna tävlingen (de till vänster dock i bokstavsordning).
| Lägst antal poäng |           |              |               |
| Kodjo Akolor      | Lars Ohly | Rami Shaaban | Pia Johansson |

#### Avsnitt 5:5
I det sista avsnittet fick de tre kvarvarande deltagarna göra upp om segern i först en semifinal och därefter i en final. Programmet hade dock inget särskilt tema, vilket de övriga fyra hade haft, mer än semifinals- och finalomgången.

##### Semifinalen
I semifinalen skulle deltagarna dirigera både Sveriges Radios symfoniorkester och en sångsolist. Efter att deltagarna framfört sina nummer var det juryn som avgjorde den första finalisten. Deltagarnas tidigare poäng var nu nollställda så att alla skulle kunna få samma chans att gå vidare. Därefter fick orkestern avgöra vem som skulle bli den andra finalisten.
| Nr | Deltagare | Poäng |
| -- | --------- | ----- |
| 1  | Anneli    | 25    |
| 2  | Cecilia   | 23    |
| 2  | Pia       | 23    |

###### Utröstningen
Listar de två deltagare som erhöll minst antal poäng och som Sveriges Radios symfoniorkester fick avgöra vem som skulle få stanna kvar.

Den av dessa två som är markerad med mörkgrå färg är den som efter detta moment tvingats lämna tävlingen (den till vänster).
| Lägst antal poäng |               |
| Pia Johansson     | Cecilia Frode |

##### Finalen
I finalen fick de två finalisterna Anneli Alhanko och Cecilia Frode dirigera det allra första musikstycket de dirigerade i det första avsnittet. Det blev sedan upp till Sveriges Radios symfoniorkester att utse vinnaren.

###### Finalavgörandet
Här nedan listas den deltagare som erhöll flest antal röster av Sveriges Radios symfoniorkester och därmed blev Sveriges Maestro 2013.
| Vinnaren      |
| Cecilia Frode |